# Exostoma
Exostoma (Ексостома) — рід риб триби Glyptosternina з підродини Glyptosterninae родини Sisoridae ряду сомоподібні. Має 9 видів. Наукова назва походить від грецьких слів exos, тобто «поза» (чогось), та stoma — «рот».

## Опис
Загальна довжина представників цього роду коливається від 3,5 до 11 см. Зовні схожі на сомів роду Euchiloglanis. Голова сильно сплощена, морда широка й округла. Очі крихітні, розташовані зверху голови. Губи товсті, м'ясисті. Має безперервну канавку за губами. Є 4 пари коротесеньких вусів. Рот помірно широкий. Зуби веслоподібні, дистально сплощені на обидвох щелепах. Зяброві отвори не тягнуться до нижньої частини голови. Тулуб подовжений і сплощений знизу. Хвостове стебло звужене. Спинний плавець невеличкий. Грудні плавці мають 10—11 розгалужених променів. Черевні плавці поступаються останнім. Жировий плавець довгий. Анальний плавець короткуватий. Хвостовий плавець з розрізом, лопаті на кінцях загострені.
Забарвлення коричневе або чорне.

## Спосіб життя
Це демерсальні риби. Зустрічаються в гірських річках, на швидкій течії і кам'янистих ґрунтах. Активні переважно у присмерку. Живляться личинками комах і донними організмами.

## Розповсюдження
Мешкають у водоймах Індії, Китаю, Таїланду і М'янми — в басейнах річок Брахмапутра, Іраваді та Салуїн.

## Види
- Exostoma barakensis
- Exostoma berdmorei
- Exostoma effrenum
- Exostoma labiatum
- Exostoma peregrinator
- Exostoma sawmteai
- Exostoma stuarti
- Exostoma tenuicaudata
- Exostoma vinciguerrae